# Ferdinand Leffler
Ferdinand Leffler (ur. 12 grudnia 1978 w Kadaniu) – czeski projektant ogrodów, architekt krajobrazu oraz założyciel Atelier Flera w Pradze.

## Życiorys
Jego projekty zdobyły wiele prestiżowych nagród i wyróżnień, a jego pracę można znaleźć w wielu krajach na całym świecie. Oprócz projektowania ogrodów jest aktywnym popularyzatorem dziedziny architektury ogrodowej. Prowadził program „Ogrody Ferdinanda” w Telewizji Czeskiej, wydał dwie książki: „Zielone pokoje” i „Żyj swoim ogrodem”. Regularnie tworzy treści na YouTube na kanale FLERA TV, organizuje warsztaty i webinaria w ramach projektu Flera Academy, a wiosną 2021 roku uruchomił w Czechach praktyczny kurs online „Żyj swoim ogrodem”, który krok po kroku prowadzi kursantów w stronę ich wymarzonego ogrodu.

## Kariera
Ukończył studia na kierunku architektury krajobrazu w połączeniu z inżynierią ogrodową na Czeskim Uniwersytecie Rolniczym w Pradze. W 2009 roku założył Atelier Flera, w którym współpracuje z ponad 30 architektami krajobrazu. Wspólnie tworzą projekty przestrzeni prywatnej i publicznej w największym studio architektury krajobrazu w Europie Środkowej. Ogrody zrealizowane według ich projektów można znaleźć również za granicą – na przykład w Kanadzie, Kostaryce lub na Zanzibarze w Afryce. W architekturze najbardziej interesuje go człowiek, relacje, ekologia oraz symbioza człowieka z przyrodą. Wiele jego projektów zdobyło szereg nagród i wyróżnień, między innymi „Ogród roku” lub „TOP Destynacja w Republice Czeskiej” w 2017 roku.
W 2017 roku współtworzył i prowadził program Telewizji Czeskiej „Ogrody Ferdinanda”. Program zawiera dwie serie składające się w sumie z 16 odcinków. Poszczególne odcinki pokazują różne typy ogrodów, od małego ogrodu miejskiego po duży ogród wiejski. Program spotkał się z bardzo pozytywną reakcją publiczności i był impulsem do założenia własnego kanału i publikowania filmów na YouTube na kanale FLERA TV. Od tego momentu powstało już ponad 40 filmów edukacyjnych i motywacyjnych.
Podczas studiów spędził rok w Stanach Zjednoczonych, podróżując i wykonując różne prace. Uczestniczył w kilku wykładach z architektury na Boston College i pracował w pracowniach ogrodniczo-architektonicznych w Kalifornii. Dzięki temu doświadczeniu zaczął nieco swobodniej postrzegać ogród, w przeciwieństwie do tradycyjnego podejścia w Europie.

## Projekty
Republika Czeska
- Zamek Mitrowitz, Koloděje nad Lužnicí (2015) – autorzy: Ferdinand Leffler, Anna Chomjaková[3]
- Park zamkowy, Žďár nad Sázavou (2015-2017) – autorzy: Ferdinand Leffler, Martina Imramovská, Jana Pyšková we współpracy z Atelier Flera
- Willa Na Petřinách, Praha (2016) – autorzy: Ferdinand Leffler, Martina Imramovská, Markéta Hadačová we współpracy z Atelier Flera – nagroda „Projekt nieruchomości 2020 roku” – Best of Realty 2020[4]
- Ogród w Barrandowie, Praha (2016) – autorzy: Ferdinand Leffler, Martina Sarvašová, Markéta Šindlarová, Lukáš Rábek i Katarzyna Dorda we współpracy z Atelier Flera[5]
- Projekt Sakura, Praha (2017) – autorzy: Ferdinand Leffler, Markéta Šindlarová, Martina Imramovská i Katarzyna Dorda we współpracy z Atelier Flera[6]
- Troja Chateau, Praha (2017) – autorzy: Ferdinand Leffler, Tomáš Sklenář, Jitka Ulwerová i Katarzyna Dorda we współpracy z Atelier Flera[7]
- Pentagon Park dla Škoda Auto, Mladá Boleslav (2018) – autorzy: Ferdinand Leffler i Lenka Kožíšková we współpracy z Atelier Flera
- Koncepcja rozwoju miasta Harrachov (2018) – autorzy: Ferdinand Leffler, Helena Lišková, Jitka Ulwerová we współpracy z Atelier Flera[8]
- Osiedla Zahálka Modřany, Riverpark Modřany, Praha (2018-2021) – autorzy: Ferdinand Leffler, Tomáš Sklenář, Lenka Kožíšková we współpracy z Atelier Flera[9]
- Zwycięski projekt renowacji parku Žižkovo náměstí, Praha (2018-2021) – autorzy: Ferdinand Leffler, Tomáš Sklenář, Lenka Kožíšková, Katarína Gloneková we współpracy z Atelier Flera

Międzynarodowe
- Kompleks hotelowy Zuri, Zanzibar (2014-2017) – autorzy: Ferdinand Leffler i Jana Pyšková we współpracy z Atelier Flera[10]
- Art Villa, Kostaryka (2017) – autorzy: Ferdinand Leffler i Anna Chomjaková we współpracy z Atelier Flera[11]
- Ogród prywatny, Kanada (2016) – autorzy: Ferdinand Leffler, Anna Chomjaková i Lukáš Rábek we współpracy z Atelier Flera
- Resort Veerhoeve, Holandia (2018) – autorzy: Ferdinand Leffler i Lenka Kožíšková we współpracy z Atelier Flera

## Publikacje
Jest autorem książki „Żyj swoim ogrodem” (2017), która przynosi świeże spojrzenie na ogród, by stało się miejscem przyjaznym, w którym można dobrze żyć i gdzie każdy z przyjemnością spędzi miłe chwile w otoczeniu bliskich. W 2019 roku została opublikowana kolejna książka, „Zielone pokoje”, w której Ferdinand porównuje funkcjonalność poszczególnych części ogrodu do pomieszczeń w domu. Obie książki mieszczą się na liście najlepiej sprzedających się książek Wydawnictwa HOST Brno.

## Nagrody i wyróżnienia
- Ogród roku 2014; 1. miejsce: Prywatny ogród na dachu, Praha – Holešovice, Czechy[13]
- Ogród roku 2016; 2. miejsce: Ogród prywatny z graczem, Olomouc, Czechy
- Ogród roku 2017; 3. miejsce: Ogród trzech zadań, Říčany, Czechy[14]
- Konkurs krajobrazowo-architektoniczny Renowacja parku Janka Kráľa, Trnava, Słowacja; 3. miejsce; 2017[15]
- TOP Destynacja w Republice Czeskiej w 2017 roku, kategoria Fénix, inwestor prywatny, Zamek Mitrowicz
- Sakura, grupa deweloperska REALISM, nominacja do finałowej shortlisty WAN Awards 2017, kategoria Future Projects Residential. Nominacja do finałowej shortlisty World Architecture Festival, kategoria Residential – Future Projects[6]
- Ogród zamieszkany, inwestor prywatny, Staw kąpielowy 2019 roku, kategorie Biobasen[16]
- Ogród pełen radości, inwestor prywatny, Staw kąpielowy 2019 roku, kategorie Inne
- Ogród w Barrandowie, Mniejsze projekty osiedli mieszkaniowych – 1. miejsce, developer: grupa T. E, konkurs: Best of Reality 2019
- Willa Na Petřinách, Najlepszy projekt w Republice Czeskiej, zwycięzca, developer: All New Development, konkurs: Best of Reality 2020[17]

## Galeria

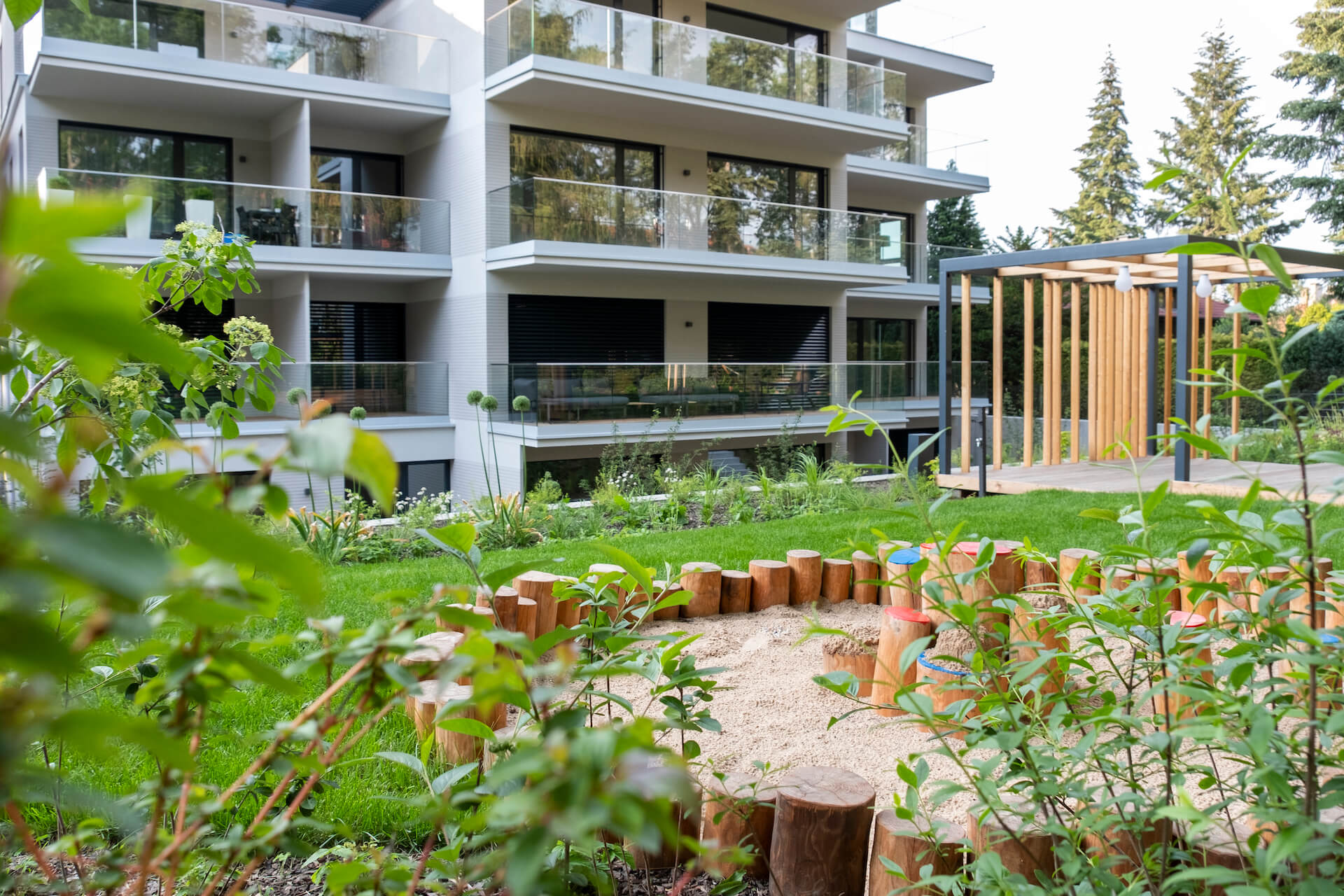
Willa Na Petřinách, Praga
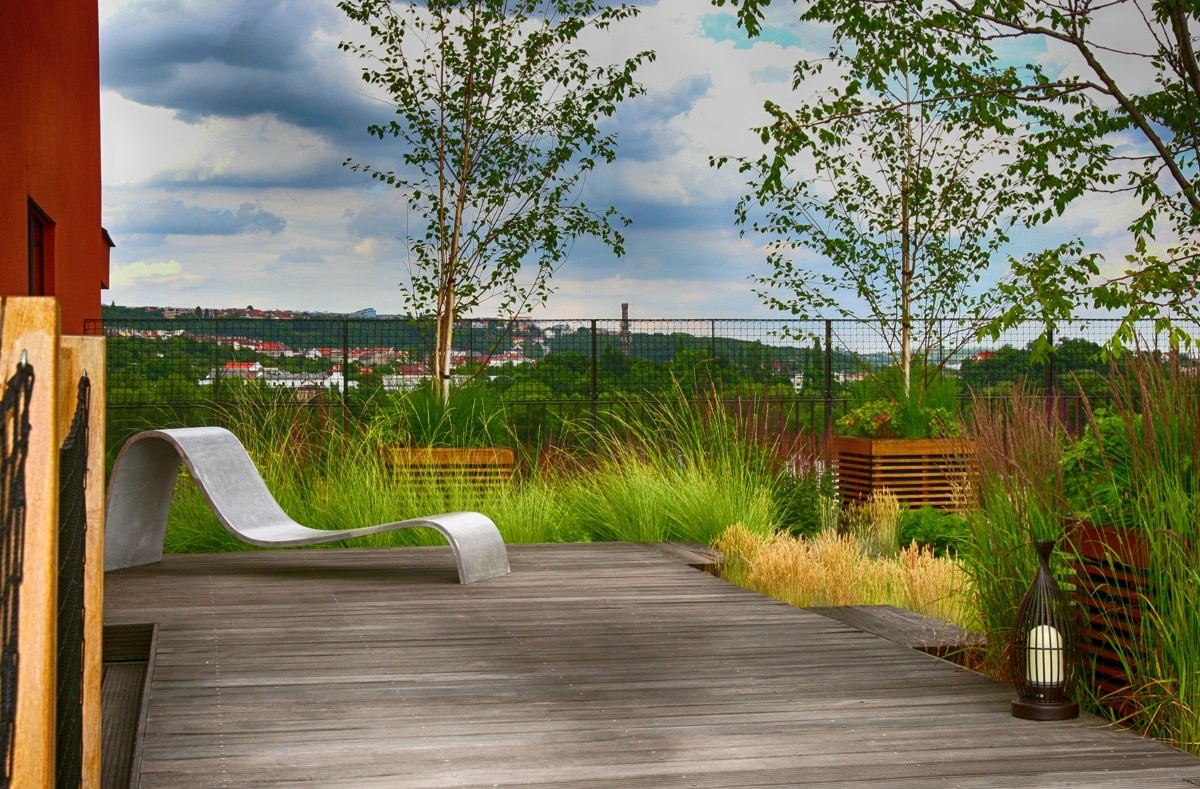
Prywatny ogród na dachu, Praga, Czechy
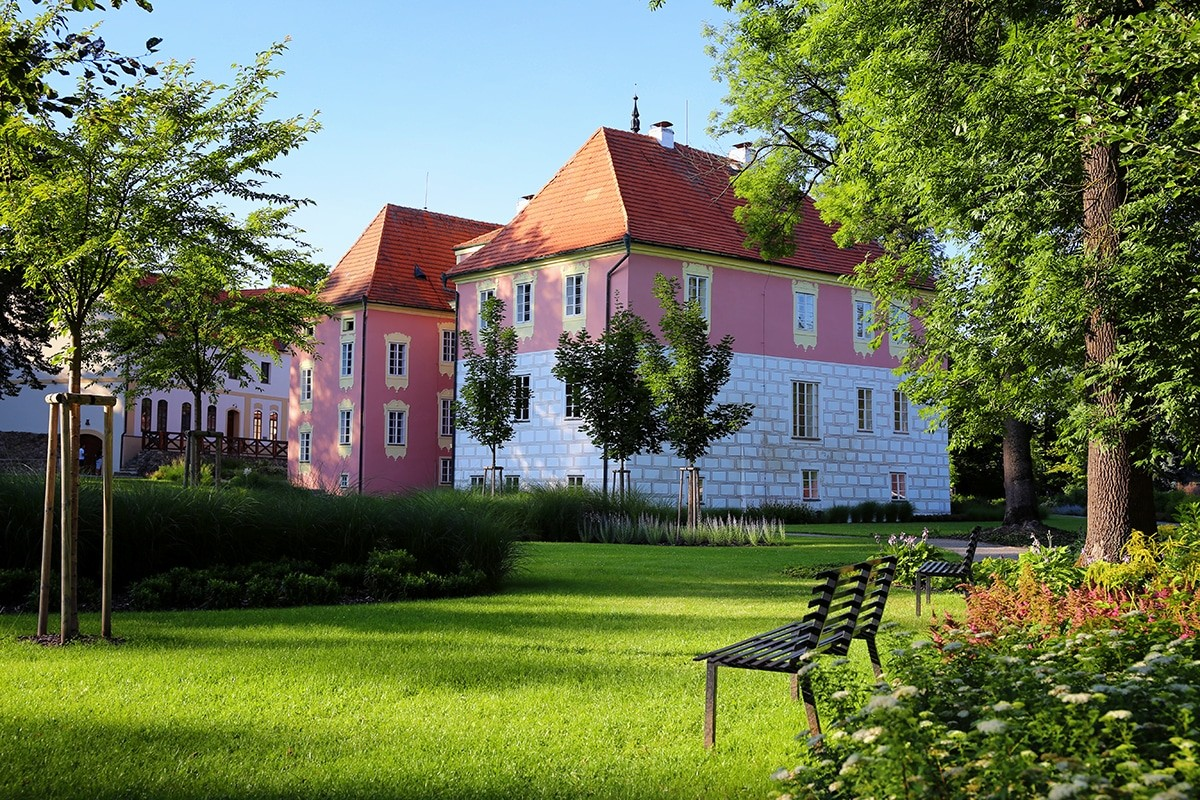
Zamek Mitrowitz, Koloděje nad Lužnicí
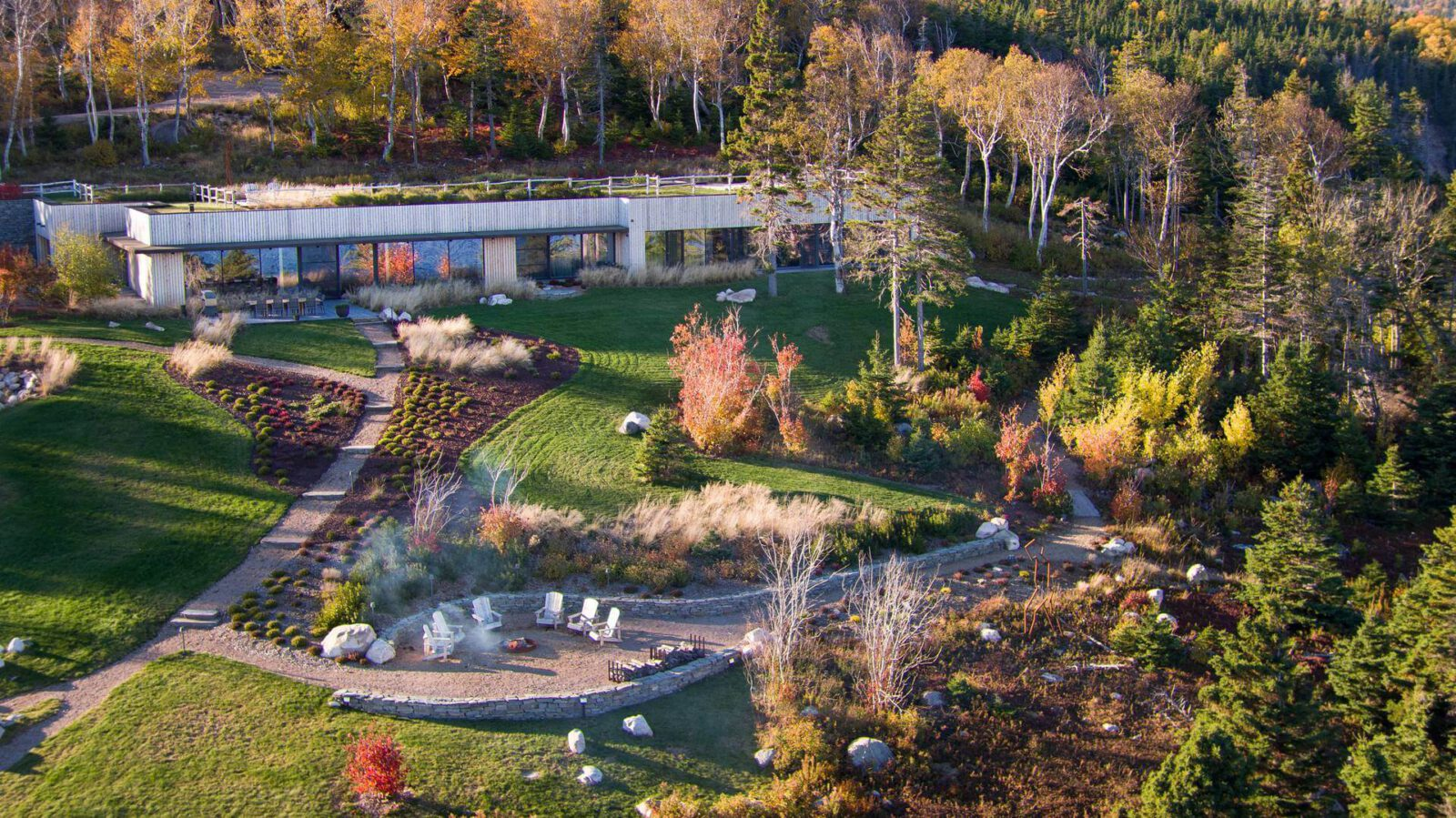
Ogród prywatny, Ocean Atlantycki